# Asociación de escritores en lingua galega
L'Asociación de escritores en lingua galega (Association d'écrivains de langue galicienne) dont le sigle est AELG, est une association d'écrivains. Elle s'est constituée à partir d'une réunion le 3 mai 1980 à Saint-Jacques-de-Compostelle, d'un groupe d'écrivains parmi lesquels Alfredo Conde, Paco Martín, Xosé Manuel Martínez Oca, Xosé Luís Méndez Ferrín, Alfonso Pexegueiro, Manuel Rivas et Xoán Ignacio Taibo pour défendre la pratique de l'écriture en langue galicienne et suivre l'exemple de l'Asociación de Escritores de Galicia (Association d'écrivains de Galice) qui, créée en avril 1936 n'a pu développer son activité à cause de la guerre civile. 
Le premier congrès de l'AELG s'est tenu en 1981. L'association participe et organise les rencontres Galeusca avec des écrivains catalans et basques. Son organe officiel est la revue Nó. Actuellement elle compte plus de 230 écrivains associés.  Elle est reconnue par l'académie royale de Suède pour présenter des candidats au prix Nobel de littérature. 

## Présidents de l'association
- Carlos Mella
- Xosé María Álvarez Cáccamo (président par intérim)
- Bernardino Graña
- Antón Avilés de Taramancos
- Uxío Novoneyra
- Euloxio Ruibal
- Cesáreo Sánchez Iglesias